# Leslie Csuth
Leslie Csuth, pseudonimo di Alexander Brooks (Northampton, 1957), è un attore inglese, la cui carriera si è svolta in gran parte in Italia.

## Filmografia

### Cinema
- I cavalieri che fecero l'impresa, regia di Pupi Avati (2001)
- Casomai, regia di Alessandro D'Alatri (2002)
- Romanzo criminale, regia di Michele Placido (2005)
- Seta, regia di François Girard (2007)
- Tutto l'amore del mondo, regia di Riccardo Grandi (2009)
- Noi credevamo, regia di Mario Martone (2010)

### Televisione
- Don Matteo – serie TV (2004)
- Roma (Rome) – serie TV, episodi 1x01-1x02 (2005)
- Il padre delle spose (2006)
- Caravaggio, regia di Angelo Longoni – miniserie TV (2008)